# DIALux
DIALux es un software de diseño gráfico y modelado en tres dimensiones (3D) desarrollado y vendido por DIAL GmbH (Lüdenscheid, Alemania) para la planificación de iluminación. Lo utilizan principalmente planificadores de iluminación, consultores, arquitectos, técnicos de iluminación y electricistas para planificar, calcular y visualizar la luz en zonas interiores y exteriores. Numerosos fabricantes de lámparas y luminarias ofrecen complementos para sus productos que hacen que las características de distribución de la intensidad luminosa estén disponibles en Dialux.

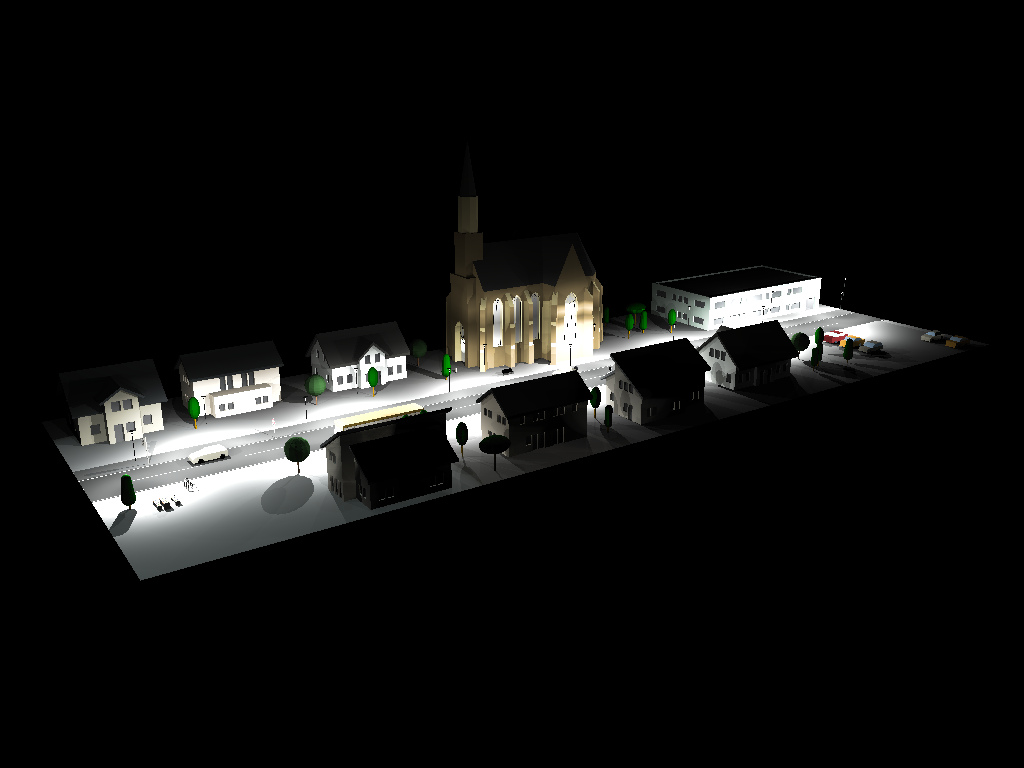
Escenario de iluminación creado con DIALux (exterior)

Dialux soporta, entre otras cosas, la planificación de la iluminación de instalaciones deportivas o la planificación de la iluminación de emergencia de acuerdo con diversas  normas tales como la norma alemana y europea DIN EN 1838. Además, ofrece funciones para simulación de luz diurna y cálculos de luz intrusiva. Las versiones más nuevas también pueden realizar evaluaciones de energía de acuerdo con DIN V 18599 y EN 15193, como se requiere para certificados energéticos. Dialux también se puede utilizar para tareas de planificación como iluminar la iluminación óptima de obras de arte en una galería.
El software está disponible de forma gratuita a través del sitio web del fabricante. Se utilizó, por ejemplo, en el diseño de iluminación para la Pinacoteca Antigua de Múnich en Múnich o para el palacio Imperial de Goslar, sitio del Patrimonio Mundial de la UNESCO.

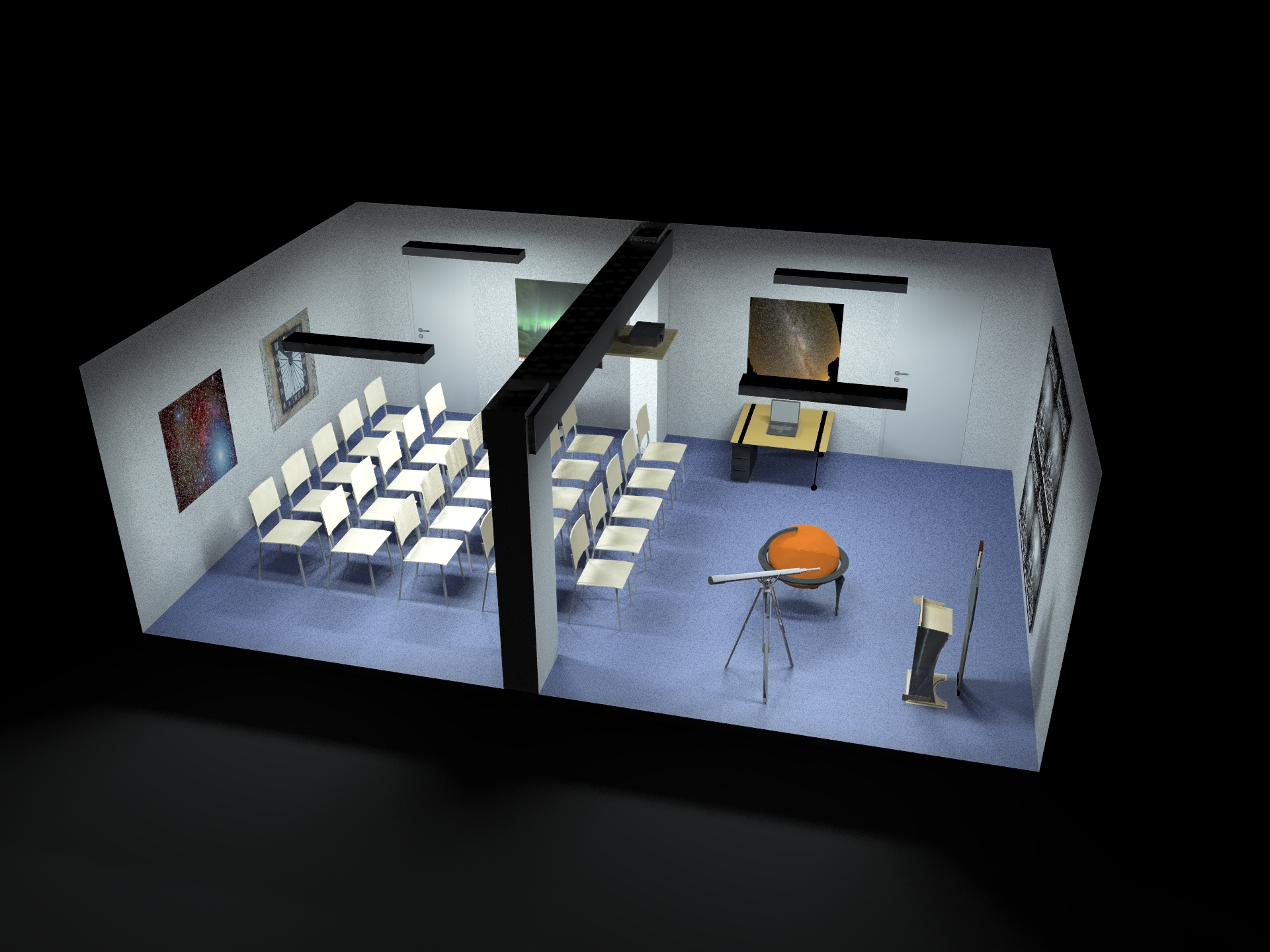
Escenario de iluminación creado con DIALux (interior)
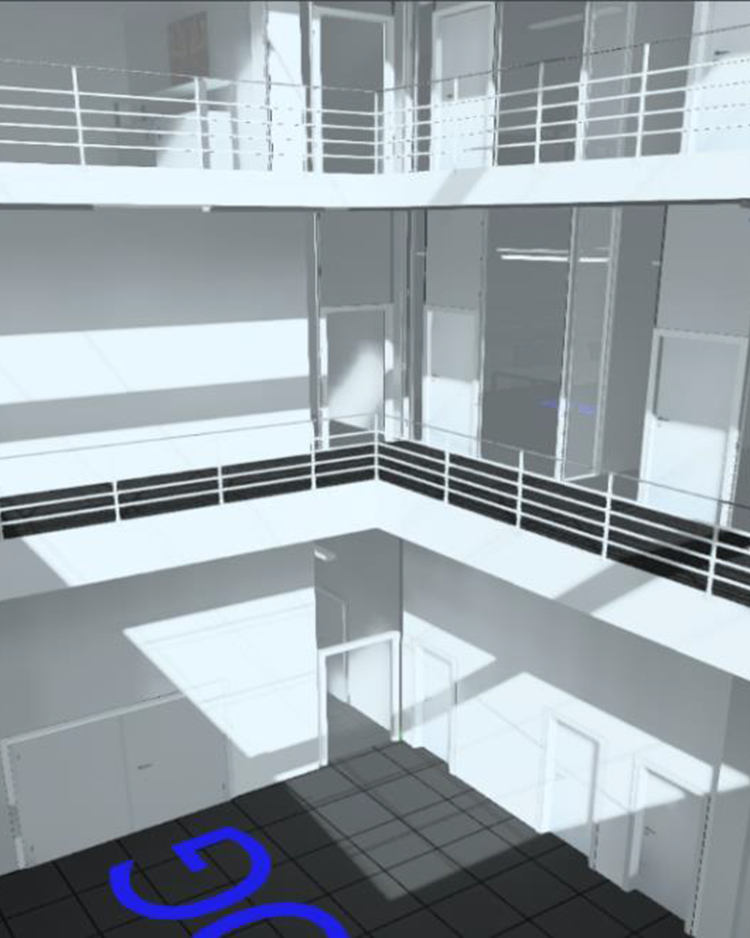
Visualización de la luz del día con DIALux Evo
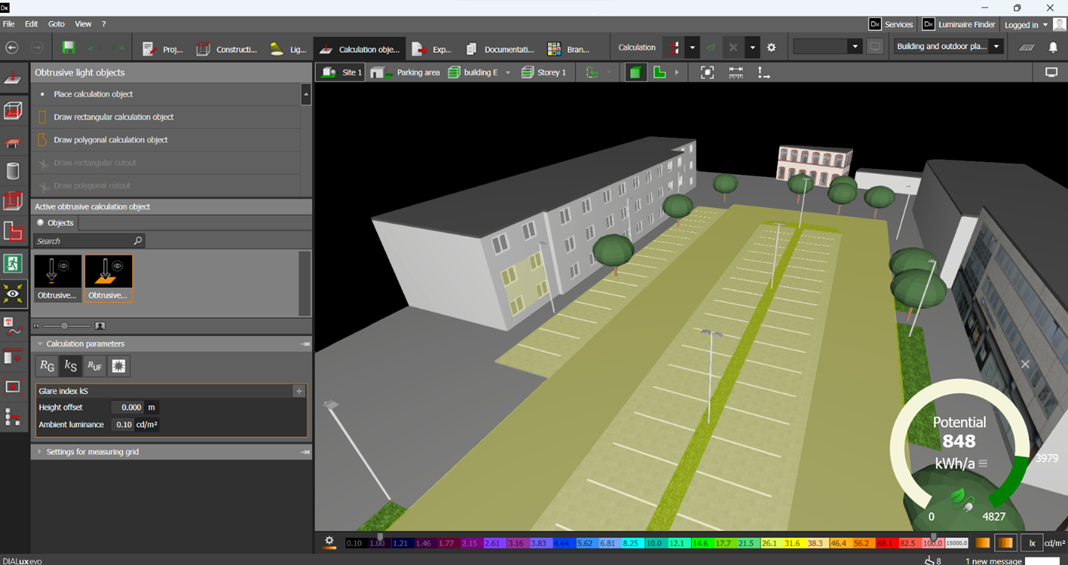
Escena exterior en DIALux evo

## Historia
DIAL se fundó en 1989 como Instituto Alemán de Tecnología de Iluminación Aplicada. Desde entonces, la empresa se dedica al desarrollo de software, luminotecnia, planificación de la iluminación y automatización de edificios. Hay más oficinas DIAL en Italia, EE. UU. y Taiwán.
La primera versión de DIALux se lanzó en 1994. El programa se desarrolló aún más durante los siguientes años y se agregaron muchas funciones nuevas hasta que finalmente se creó la versión DIALux 4.1. DIALux evo se anunció como el sucesor y se lanzó para su uso en 2012. La versión DIALux evo que se lanzó entonces se basa en un motor gráfico completamente nuevo, una nueva interfaz y nuevas funciones. Como muchos diseñadores todavía estaban muy acostumbrados a la versión anterior del programa, todavía se podía descargar desde el sitio web de la empresa durante un tiempo para facilitar la transición de DIALux 4 a DIALux evo. DIALux evo ahora se ha establecido y tiene muchas más funciones que la versión anterior. La versión 13.0 de DIALux evo aporta numerosas funciones nuevas para el cálculo de la luz intrusiva. Está disponible en 26 idiomas y cuenta con varios cientos de fabricantes de luminarias en su base de datos.

## Estándares regionales e internacionales respaldados por DIALux Evo
| Áreas interiores | Zonas exteriores | Alumbrado público                     |
| --- | --- | ------------------------------------- |
| EN 12462-1:2021 EN 12464-1:2011 EN 15193:2008 EN 1838:2019 DIN V 18599:2007 CIE 97:2005 ASR A3.4 (2011) IESNA Lighting Handbook (10th Edition) JIEG-001 method II(2013)/III(2005) | EN 12464-2:2014 CIE 154:2003 GR nach CIE 112-1994 IESNA Lighting Handbook (10th Edition) JIEG-001 method II(2013)/III(2005) | EN 13201:2004 EN 13201:2015 ROVL 2011 |

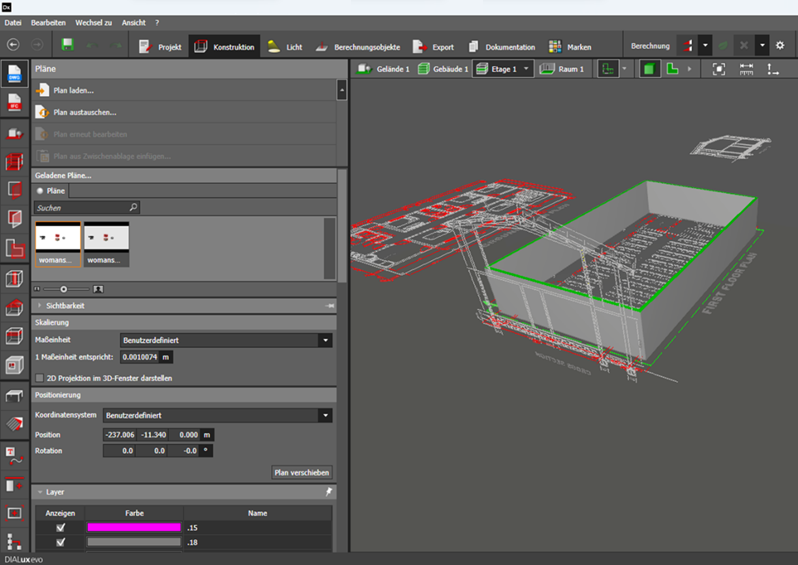
Construcción en DIALux evo usando planos DWG
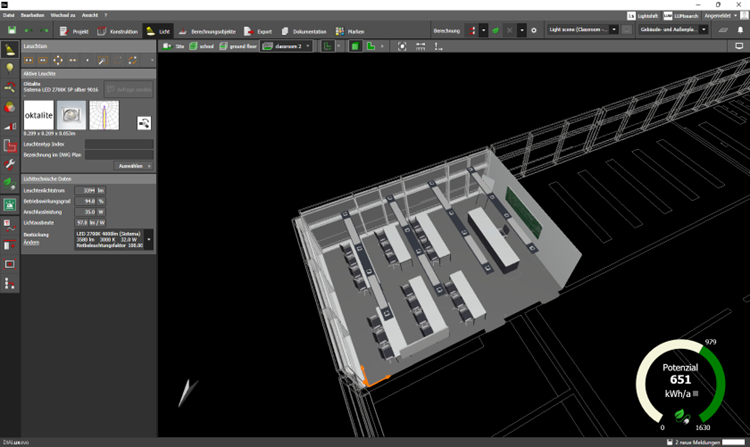
Planificación de la iluminación tomando como ejemplo las aulas.
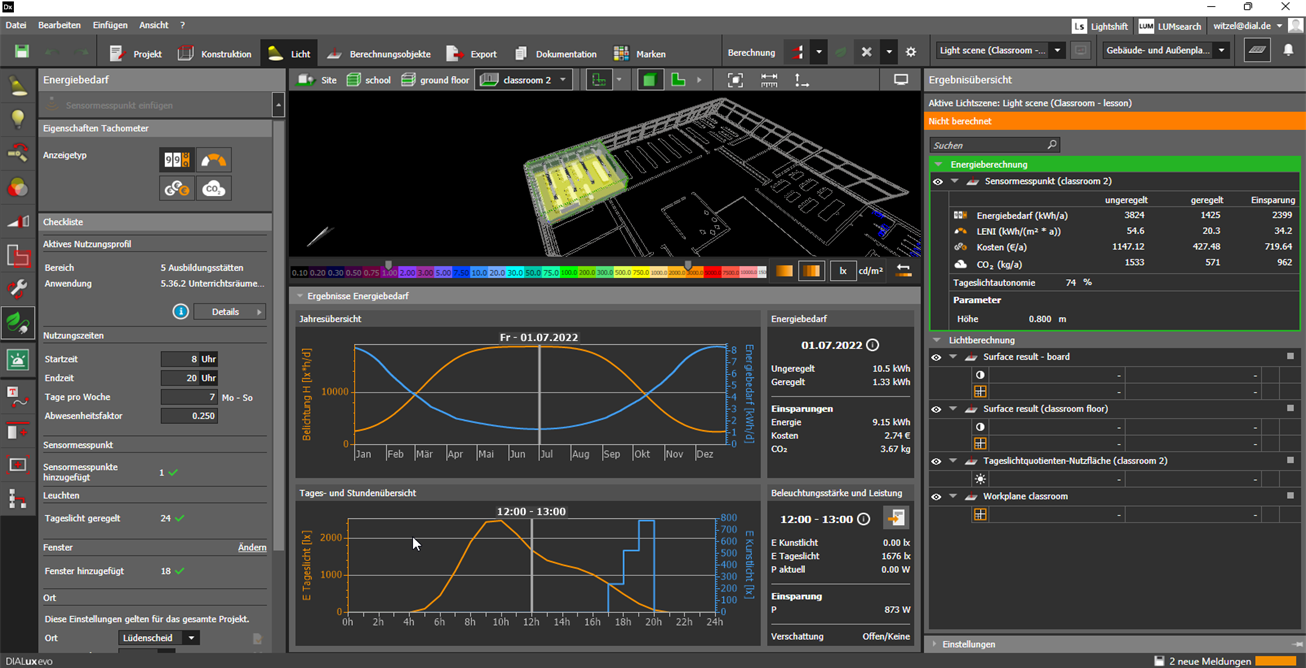
Evaluación y ahorro energético utilizando la luz natural
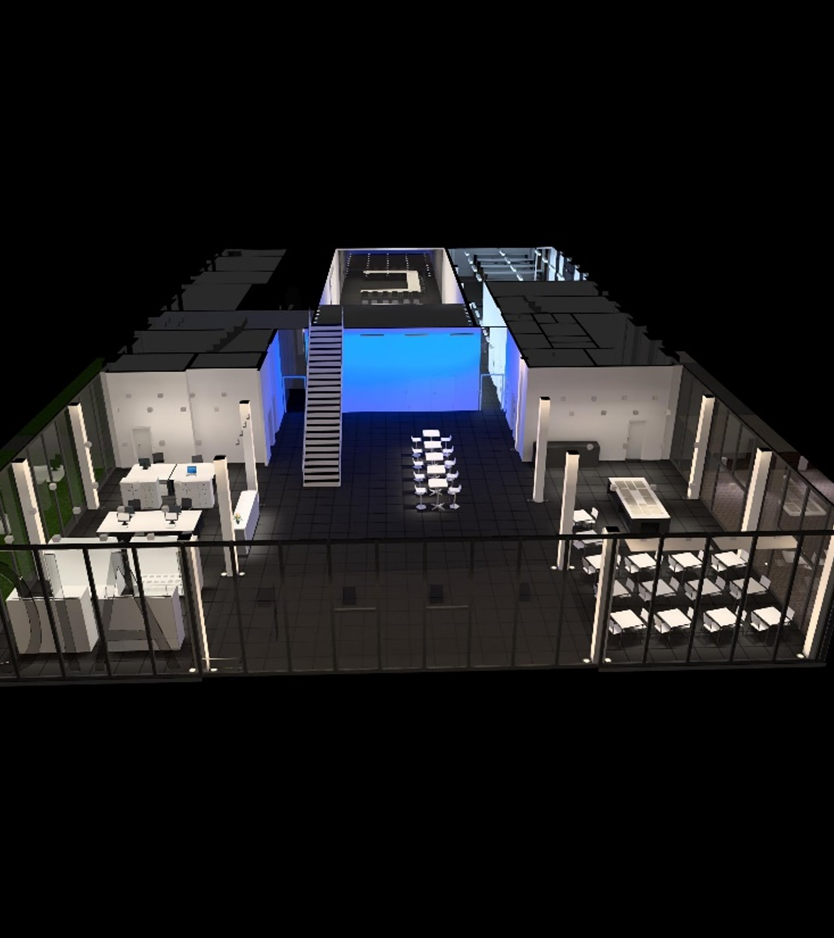
Planificación de plantas y edificios completos. Visualización con el trazador de rayos incorporado.

## Literatura
- Hu Guojian Hao Luoxi: Comparison and Analysis of Lighting Calculation Software Dialux & Agi32, in: China Illuminating Engineering Journal 2005-03
- Julian Andres Rodriguez Ramirez, Cristian Alejandro Llano Guía para el diseño de instalaciones de iluminación Interior utilizando dialux, (Bachelor Thesis, Universidad Tecnológica de Pereira)
- Zuleta Gómez, Jonathan Metodología de diseño de sistemas residenciales de iluminación considerando aspectos técnico-económicos empleando el software especializado DIALUX evo (Instituto Tecnológico Metropolitano, Facultad de Ingenierías, Tecnólogo en Sistemas Electromecánicos, 2019)
- Ronny Jhelsin Olano Marin, Wilser Isai Olano Urbina Análisis de consumo de energía eléctrica al implementar luminarias LED mediante el software DIALux, en cinco viviendas del departamento de Cajamarca, 2020 Tesis para optar el título profesional de: Ingeniero Civil (Universidad Privada del Norte, Cajamarca - Perú)
- Dinamarca Cubillos, Carlos Manuel Cálculo del flujo luminoso superior emitido por un sistema de iluminación mediante software DIALux Informe Proyecto de Título de Ingeniero Eléctrico (Escuela de Ingeniería Eléctrica, Valparaíso, Chile)
- DIAL GmbH: Free DIALux evo Basic course (en Inglés)